# Chau Giang
Chau Tu Giang (Vietnam, 2 luglio 1955) è un giocatore di poker vietnamita con cittadinanza statunitense.
Vanta 3 braccialetti delle World Series of Poker, ed è tra i giocatori più continui alle WSOP, avendo centrato ben 56 piazzamenti a premi fino all'edizione 2010 (figurando al 9º posto in questa particolare classifica).
Al marzo 2011 ha conseguito oltre 3.700.000 di dollari in vincite nei tornei live.

## Braccialetti delle WSOP
| Edizione | Torneo                           | Premio (US$) |
| -------- | -------------------------------- | ------------ |
| 1993     | $1.500 No Limit Ace to Five Draw | $82.800      |
| 1998     | $2.000 Omaha 8 or Better         | $150.960     |
| 2004     | $2.000 Pot Limit Omaha           | $187.920     |